# Bandera de Cabezón de Liébana
La bandera de Cabezón de Liébana es uno de los símbolos del ayuntamiento de Cabezón de Liébana (Cantabria), junto a su escudo. Dicha bandera es de paño rectangular, dividida horizontalmente por mitad, de color blanco la porción superior y verde la inferior. El color blanco representa la nieve de las cumbres de Picos de Europa y el verde, los prados, montes y bosques del municipio.
La bandera fue adoptada en sesión plenaria celebrada por el ayuntamiento el día 24 de noviembre de 1994 siendo autorizada por el Consejo de Gobierno de Cantabria el día 22 de agosto de 1995, previo informe favorable emitido por la Real Academia de la Historia.